# Ralf de Souza Teles
Ralf de Souza Teles, genannt Ralf (* 9. Juni 1984 in São Paulo) ist ein brasilianischer Fußballspieler.

## Karriere

### Vereine
Vom 20. bis 24. Lebensjahr spielte Ralf für verschiedene unterklassige Vereine in den Bundesstaaten São Paulo, Maranhão und in der Bundeshauptstadt Brasília, bevor ihn 2008 der Zweitligist Grêmio Barueri verpflichtete. Mit ihm erlebte Ralf am Ende der Spielzeit den Aufstieg in die Série A, die höchste brasilianische Spielklasse. Sein Debüt gab er am 9. Mai 2009 (1. Spieltag) der Folgesaison beim 1:1-Unentschieden im Auswärtsspiel gegen Sport Recife. In seiner Premierensaison absolvierte er 35 Punktspiele; sein einziges Punktspieltor erzielte er am 26. Juli 2009 (14. Spieltag) bei der 1:2-Niederlage im Heimspiel gegen den FC São Paulo.
Zur Spielzeit 2010 wechselte er zum brasilianischen Spitzenverein Corinthians São Paulo, bei dem er sofort zum Stammspieler avancierte. Am 25. Februar 2010 gab er im Copa-Libertadores-Spiel gegen Racing Club de Montevideo auch sein internationales Debüt. In der Folgespielzeit 2011 hatte er entscheidenden Anteil am Gewinn der Série A 2011 und wurde am Ende der Saison in die Mannschaft des Jahres gewählt. Im Turnier der Copa Libertadores 2012 wurde Ralf in allen 14 Spielen eingesetzt, in denen er ein Tor erzielte, darunter auch die beiden Finalspiele gegen den argentinischen Verein Boca Juniors, die Corinthians São Paulo für sich entscheiden konnte und damit erstmals in der Vereinsgeschichte den wichtigsten Titel im südamerikanischen Vereinsfußball gewann.
Anfang Januar 2016 wechselte Ralf nach China, wo er bei Beijing Guoan einen Kontrakt unterzeichnete. Nach zwei Spielzeiten kehrte der Spieler 2018 zu Corinthians zurück. Im Mai 2020 wechselte Ralf zum Avaí FC. Der Vertrag erhielt eine Laufzeit bis Ende Januar 2021. Nach Auslaufen des Vertrages war er bis November 2021 ohne neue Anstellung. Dann stellte in der Cianorte FC für Spiele um die Staatsmeisterschaft an. Zur Austragung der Spiele um die Série B 2022 ging Ralf zum Vila Nova FC. Hier wurde seine Vertrag zuletzt im Dezember 2023 bis Jahresende 2024 verlängert.

### Nationalmannschaft
Ralf bestritt zwischen 2011 und 2013 acht Länderspiele für die Seleção.
Sein Debüt gab er am 10. August 2011 in Stuttgart bei der 2:3-Niederlage im Test-Länderspiel gegen die Auswahl Deutschlands. Sein letztes Länderspiel bestritt er am 24. April 2013 in Belo Horizonte beim 2:2-Unentschieden gegen die Auswahl Chiles.

## Erfolge
Imperatriz
- Staatsmeisterschaft von Maranhão: 2005

Corinthians
- Brasilianischer Meister 2011, 2015
- Copa Libertadores: Sieger 2012
- FIFA-Klub-Weltmeister: 2012
- Staatsmeisterschaft von São Paulo: 2013, 2019
- Recopa Sudamericana: 2013

## Auszeichnungen
- Wahl in die Série A-Mannschaft des Jahres 2011